# علي مراد
علي مراد (بالفرنسية: Ali Mourade)‏ هو لاعب كرة قدم فرنسي في مركز الدفاع، ولد في 17 أكتوبر 1984 في مارسيليا في فرنسا. شارك مع منتخب جزر القمر لكرة القدم.

## وصلات خارجية
- علي مراد على موقع قاعدة بيانات كرة القدم.إي يو (الإنجليزية)
- علي مراد على موقع ناشيونال فوتبول تيمز (الإنجليزية)
- علي مراد على موقع Soccerway.com (الإنجليزية)